# 데라다 노보루
데라다 노보루(寺田登, 1917년 11월 25일 - 1986년 9월 26일)는 일본의 수영 선수이다. 그는 1936년 올림픽 1500m 자유형에서 금메달을 땄다. 1994년에 그는 국제 수영 명예의 전당에 헌액되었다.